# مقاطعة ديكسي (فلوريدا)
مقاطعة ديكسي هي مقاطعة في فلوريدا، بلغ عدد سكانها 16٬422  نسمة، في 2010، عاصمتها كروس سيتي، فلوريدا، تبلغ مساحتها 2٬237 كيلومتر مربع.

## الموقع
تشترك في الحدود مع:
- مقاطعة لافاييت (فلوريدا).

## التقسيمات الإدارية
- كروس سيتي، فلوريدا.